# ناحیه امت، شهرستان سنت کلیر، میشیگان
ناحیه امت (به انگلیسی: Emmett Township) یک منطقهٔ مسکونی در ایالات متحده آمریکا است که در شهرستان سنت کلیر، میشیگان واقع شده‌است.
 ناحیه امت ۹۱٫۴ کیلومتر مربع مساحت و ۲٬۶۵۴ نفر جمعیت دارد و ۲۴۱ متر بالاتر از سطح دریا واقع شده‌است.